# Ottendorf (Thuringe)
Pour les articles homonymes, voir Ottendorf.
Ottendorf est une commune allemande de l'arrondissement de Saale-Holzland, Land de Thuringe.

## Géographie
|                          | Sankt Gangloff |          |
| Lippersdorf-Erdmannsdorf | Ottendorf      | Eineborn |
| Weißbach                 | Kleinebersdorf |          |

## Histoire
Ottendorf est mentionné pour la première fois en 1199.
Une place commémorative dans le cimetière rend hommage à deux détenus assassinés par les SS en avril 1945 lors d'une marche de la mort entre Ohrdruf et le camp de concentration de Flossenbürg.

## Personnalités liées à la commune
- Joachim Tettenborn (1918-2008), dramaturge.

## Source de la traduction
- (de) Cet article est partiellement ou en totalité issu de l’article de Wikipédia en allemand intitulé « Ottendorf (Thüringen) » (voir la liste des auteurs).